# 라마나타푸람
라마나타푸람(힌디어: रामनाथपुरम, 타밀어: இராமநாதபுரம்)은 람나드라고도 불리며, 인도 타밀나두주 라마나타푸람구의 도시이다. 라마나타푸람구의 행정 본부이며 라마나타푸람구에서 두 번째로 큰 마을이다.

## 역사

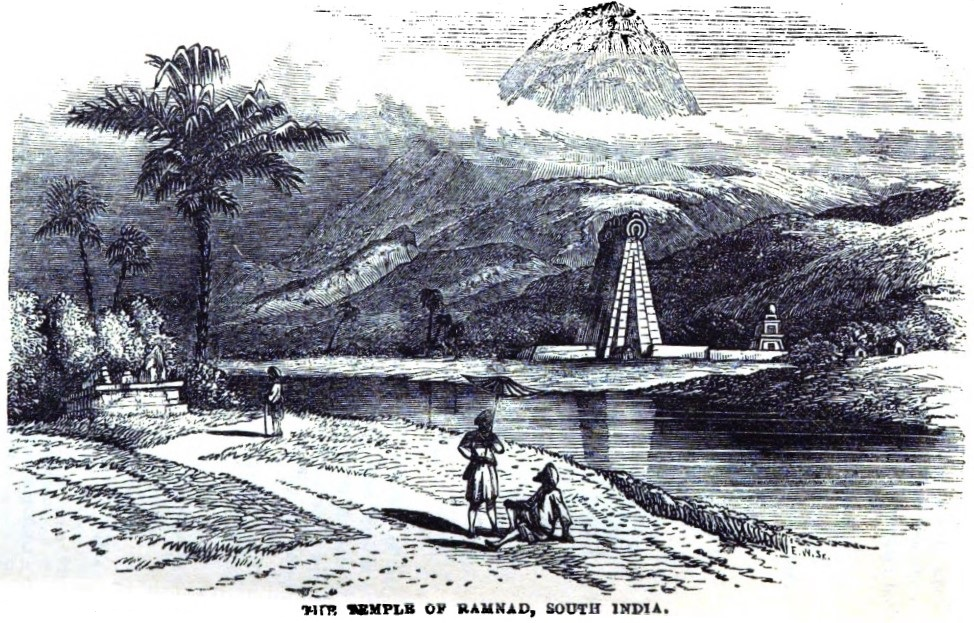
남인도 무가바이 사원 (1858년)

이 지역은 푸라나 시대부터 잘 알려져 있다. 람나드의 사유지에는 힌두교의 신성한 섬 도시인 라메스와람이 포함되었는데, 전설에 따르면 힌두교의 신 라마가 라바나의 랑카를 침공했다고 한다. 전쟁이 끝나고 라마의 성공으로, 그는 세수파티 또는 "다리의 영주"를 임명하여 섬으로 가는 길을 지켰다. 여기서 언급되는 "다리"는 라마가 건설했다고 믿어지는 전설적인 라마의 다리이다. 람나드의 족장들은 다리를 보호할 책임을 위임받았고, 그래서 그 칭호를 붙였다.

## 인구 통계
2011년 인구 조사에 따르면 라마나타푸람의 인구는 61,440명이며, 남성 1,000명당 여성 988명으로 전국 평균 929명을 훨씬 웃돌았다. 총 6,370명이 6세 미만이었고, 3,245명의 남성과 3,125명의 여성을 구성했다. 도시의 평균 식자율은 83.42%로 전국 평균 72.99%에 비해 낮다. 그 마을에는 총 14716 가구가 살고 있었다. 농경인 115명, 농업주요노동자 178명, 가사산업주요노동자 262명, 기타노동자 18,773명, 한계노동자 1047명, 한계경작자 20명, 한계농업노동자 30명, 가정산업주요노동자 41명, 기타 한계노동자 956명 등 총 20만375명이었다.
2011년 종교 인구 조사에 따르면 라마나타푸람은 힌두교 76.39%, 이슬람교 19.77%, 기독교 3.08%, 시크교 0.01%, 기타 종교 0.7%, 무종교 0.01%로 종교 선호도를 나타내지 않았다.

## 시민 행정
라마나타푸람은 지방 자치체이다. 구 본부의 사무실을 마두라이에서 라마나타푸람으로 옮긴 후, 마을은 성장하고 있다. 마두라이에서 라메스와람으로, 티루치에서 라메스와람으로 가는 철도의 궤간 변환은 모든 인도의 주요 도시들과 마을을 연결한다. 라마나타푸람구는 타밀나두주에서 더 큰 지역이었고, 나중에 시바강가구를 만들기 위해 일부 지역이 제거되었다.
인도 전 대통령 압둘 칼람은 라마나타푸람에 있는 슈워츠 고등중학교에 다녔다.